# Stefan Barłóg
Stefan Eugeniusz Barłóg (ur. 26 czerwca 1937) – polski nauczyciel, harcerz, w latach 1989–1993 wiceprezes, 1993–2015 prezes, a od 2015 r. honorowy prezes Zarządu Głównego Towarzystwa Pamięci Powstania Wielkopolskiego 1918–1919.

## Życiorys
Wnuk dwóch powstańców wielkopolskich: Michała Barłoga (1882–1921, pochowanego w Gostyczynie) i Jana Kijaka (1886–1968, pochowanego w Komornikach).
Wieloletni nauczyciel i członek Związku Harcerstwa Polskiego. Od 1961 członek Polskiego Zjednoczonej Partii Robotniczej. Od 1971 członek Komitetu Nauki i Oświaty Komitetu Wojewódzkiego PZPR w Poznaniu. Od 1 lutego 1977 do 31 października 1978 starszy inspektor Wojewódzkiego Ośrodka Kształcenia Kadry Kierowniczej w Kiekrzu.
Przewodniczący zespołu redakcyjnego rocznika oświatowo-historycznego „Wielkopolski Powstaniec”, słownika biograficznego Powstańcy wielkopolscy. Biogramy uczestników powstania wielkopolskiego 1918–1919 oraz monografii 100 lat pamięci i obchodów rocznicowych Powstania Wielkopolskiego 1918–1919.

## Odznaczenia
- 1971: Brązowy Krzyż Zasługi od Przewodniczącego Rady Państwa
- 1972: Brązowy Medal „Za zasługi dla obronności kraju”
- 1977: Złoty Krzyż Zasługi od Przewodniczącego Rady Państwa
- 2010: Odznaka Honorowa „Za zasługi dla województwa lubuskiego”[5]
- 2013: Medal „Ad Perpetuam Rei Memoriam” od wojewody wielkopolskiego Piotra Florka[6][7] (wręczony 2014)
- 2015: Dobosz Powstania Wielkopolskiego od ZG TPPW